# Alfred Chormann
Alfred Chormann (* 26. Juni 1882 in Straßburg; † 26. November 1957 in Riedlingen) war ein württembergischer Oberamtmann und Landrat.

## Leben
Chormann war katholischer Konfession und studierte Rechtswissenschaften. Er legte 1907 die erste und 1911 die zweite juristische Staatsprüfung ab.
Von 1911 bis 1919 war er im Gerichtsdienst von Elsaß-Lothringen tätig. Danach war kurzzeitig bei der württembergischen Justiz und dann in der württembergischen Innenverwaltung tätig. Er leitete von 1926 bis 1932 das Oberamt Riedlingen, zunächst als Oberamtmann und ab 1928 als Landrat. Danach leitete er als Landrat von 1932 bis 1938 das Oberamt Rottenburg und von 1938 bis 1945 den Landkreis Saulgau. 1945 wurde er dienstenthoben und 1946 war er in französischer Internierung.
Zum 1. Mai 1933 trat er der NSDAP bei (Mitgliedsnummer 2.918.946).